# Грег Толанд
Грег Толанд (енгл. Gregg Toland; Чарлстон, 29. мај 1904 — Санта Моника, 26. септембар 1948) био је амерички сниматељ и редитељ, члан А. С. Ц. Као директор фотографије, прославио се филмом Орсона Велса „Грађанин Кејн“ у коме се фотографија одликује типично експресионистичким светлом, контрастом светла и сенке, атрактивним одабиром углова снимања и ефектном композицијом кадра.

## Биографија
Толанд је веома рано почео да ради у филмској индустрији. Са 15 година био је достављач у Фоксу, а са 16 асистент сниматеља. 1927. сарађује у филму „Живот и смрт холувудског статисте број 9413“, а од 1929. је самостални сниматељ. Почетак каријере везује за Вајлера, са којим снима филмове „Њих троје“, „Улица без излаза“ и „Оркански висови“, за које добија Оскара. Са Џоном Фордом снима „Плодове гнева“ и „Дуго путовање кући“.

## Грађанин Кејн
Филм Орсона Велса Грађанин Кејн снимљен 1941. године Толанду доноси легендарни статус. У овом остварењу користећи широкоугаони објектив (24mm) и тада веома осетљиву емулзију (Eastman super XX 100 ASA), чиме је успео да затварањем бленде добије дубину. Сцена је осветљавана тако да влада нижи светлосни контраст. Атрактивност Толандове фотографије чине и покрети камере, углови и композиција кадра.
За време Другог светског рата снима ратне документарце.
Добио је Оскара и за филм „Седми децембар“ (режија Џ. Форд).
Једно од његових најбољих остварења је и филм „Песма је рођена“ из 1947. године.

## Филмографија
- Живог и смрт холувудског статисте број 9413
- Њих троје
- Улица без излаза
- Оркански висови
- Плодови гнева
- Дуго путовање кући
- Момак из Шпаније
- Римски скандали
- Ми поново живимо
- Сјај
- Дођи и узми
- Пут до славе
- Каубој и дама
- Приче се догађају ноћу
- Силом одведен
- Грађанин Кејн